# 日本畫

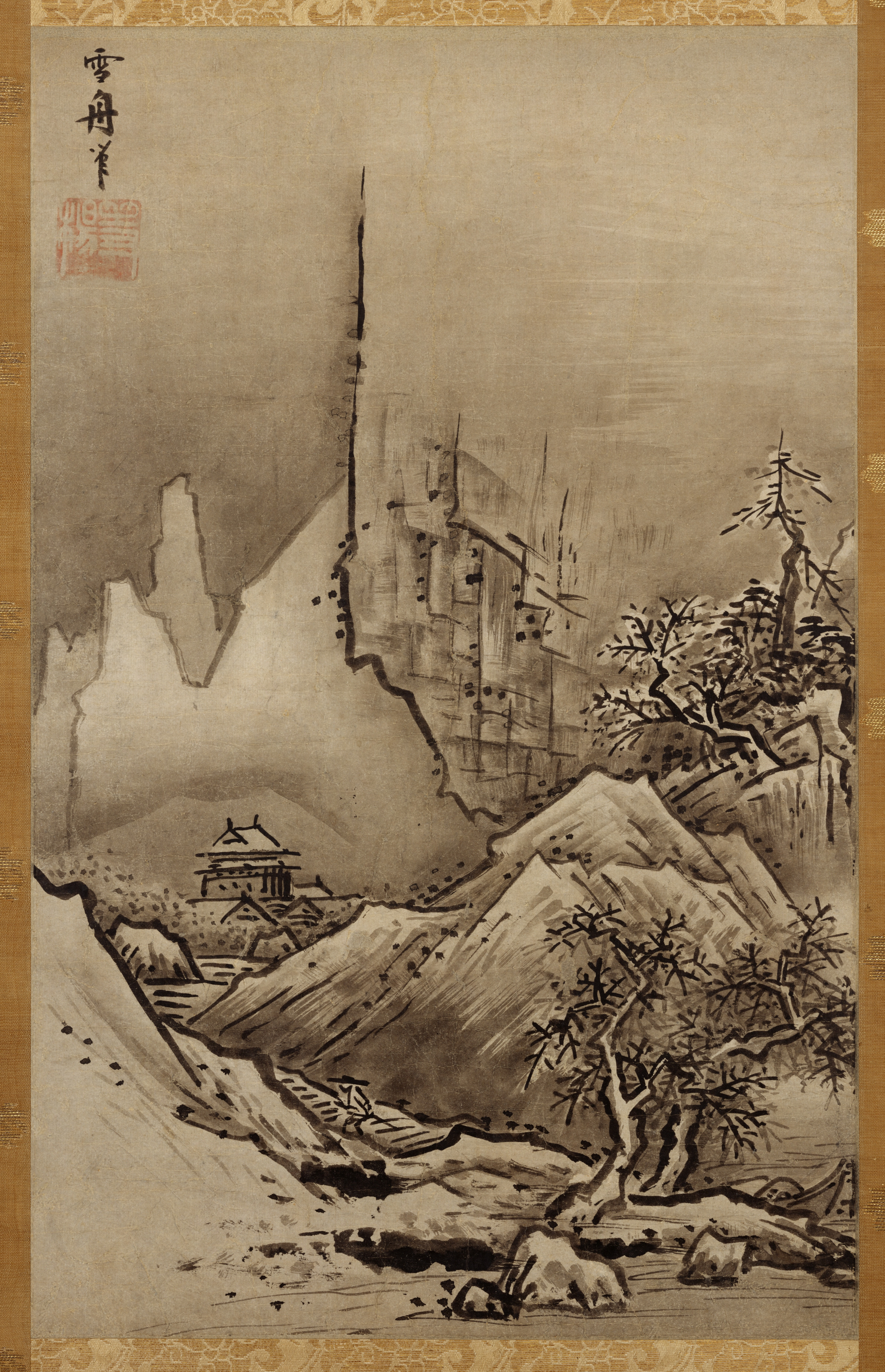
日本風景畫，雪舟繪

日本畫是指日本的傳統繪畫藝術。歷史可以追溯至史前時期，由繩文時代的陶器及彌生時代的銅鐸當中可以看出簡單的幾何圖案設計。在古墳時代的不少古墳中發現的壁畫亦表現出幾何或象徵的設計。而其後引入的漢字、中國的政府管理模式，與及在飛鳥時代引入佛教後，日本由中國輸入不少藝術製品，而本土的作品中亦包含了相似的風格。

## 歴史

### 奈良時代

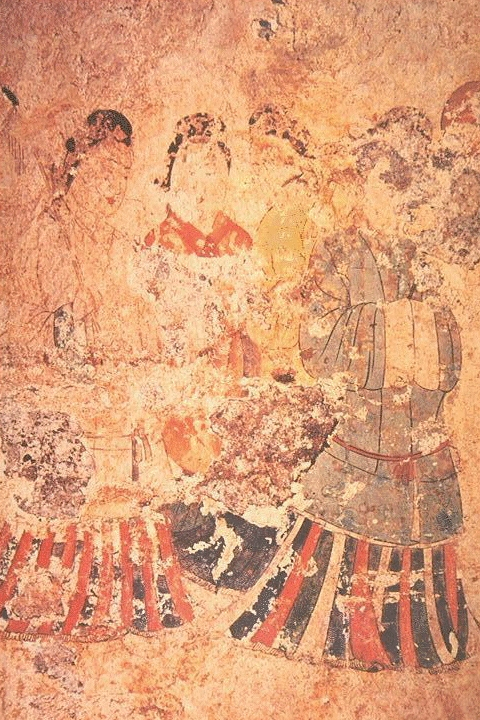
高松塚古墳上的壁畫

因為6世紀及7世紀的佛教傳播關係，日本的宗教畫像在由統治階層所建立的廟宇中發展。現存最早的畫像為斑鳩町法隆寺的壁畫，其主題為佛祖、菩薩及其他天神的故事場景。它們的形式採用了在當時為懷舊的隋朝或十六國時期的中國畫風格，直到奈良時代中期唐朝的畫風才變得普遍。著名例子有在約700年的高松塚古墳。以上形式發展成為在平安時代早期風行的「唐繪」。由於奈良時代的畫作主要是宗教畫的關係，它們的作者多數是匿名的。現在有很多奈良時代的畫作收藏在正倉院中，它們之前為東大寺所有，現在則由宮內廳所管理。

### 平安時代及鎌倉時代
因為日本佛教真言宗及天台宗在8世紀及9世紀的發展，宗教畫中特別是以曼荼羅為主題的畫作成為主流。不同樣式的曼荼羅中以金剛界曼荼羅及胎蔵界曼荼羅為主題的最為普遍，並主要以掛軸或廟宇壁畫的形式表達。當中早期的著名例子有京都南部醍醐寺的五重塔壁畫。
平安時代中期，唐繪的地位開始被原本用作屏風及紙門上的畫的大和繪所取代。而大和繪亦在平安時代後期變化出包括繪卷在內的一個新風格。繪卷的主題包含小說，如源氏物語、歷史作品，如伴大納言繪詞、與及宗教作品。繪卷畫家發明出一套圖像慣例的系統，用作表達不同場景的情感內容。源氏物語被分割為幾個個別事件，而伴大納言繪詞則使用連貫敘事式表達，並以淡但鮮明的顏色及畫筆速繪表現生動圖像。「平治物語繪詞」的「三条殿夜討巻」亦是以上手法的著名例子。

### 室町時代

瓢鮎圖

到了14世紀的室町時代，禪宗的發展對日本視覺藝術產生了重大的影響。由中國宋元時期引進的水墨畫取代了彩繪的地位。只有以禪宗頂相形式的彩繪才繼續有畫作出現。由畫僧如拙所繪，現藏於京都妙心寺的《瓢鮎圖》，成為了室町時代繪畫的一個轉捩點。瓢鮎圖當中以馬遠的方式去表現山水遠近及以梁楷的減筆體去表現人物的方式，均顯示其受到南宋院體畫的影響。到了14世紀後期，在足利氏的支持下，禪宗畫家不斷改進日本畫，令其漸漸脫離中國畫的影子。在此期間，著名的畫家有雪舟及周文。京都相國寺畫僧周文的代表作《竹齋讀書圖》，為典型的詩畫，並表現出幽遠的意境。而期後的雪舟則更隨遣明使到達中國學習水墨畫，其代表作《四季山水圖卷》表現出大胆構圖及獨特的畫風。室町時代後期，水墨畫脫離了禪宗而進入普羅大眾，當中狩野派及阿彌派承繼了前人的風格，並加入了裝飾性的濃彩手法，其影響在現代依然持續。

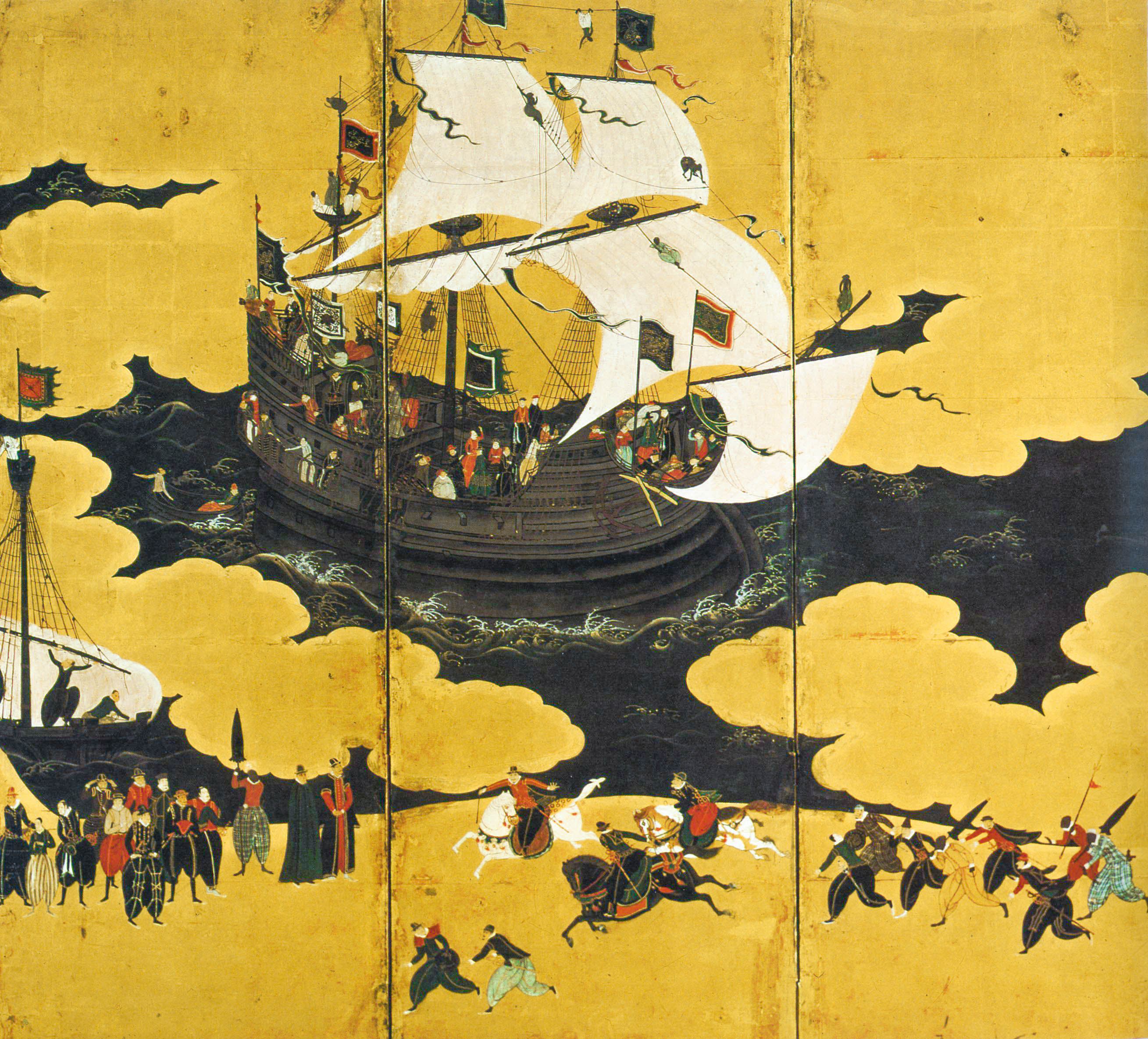
由狩野内膳所繪，一幅表現西方船隻到來的屏風畫。

### 安土桃山時代
到了安土桃山時代，日本畫畫風變得華麗多彩，並大量運用了金片及銀片作大規模的作品。受到織田信長、豊臣秀吉、德川家康及他們的下屬支持的狩野派的聲望大為提高。狩野永德發展出一套作為製作圍繞房間的搪門上的大型風景畫的準則。這些龐大的屏風畫及壁畫被應用作裝飾大名的城堡及宮殿。而因為江戸幕府在日本皇室、征夷大將軍及大名之間繼續推廣狩野派作為國家正式認可的藝術的關係，華麗多彩的情況仍然持續至江戶時代。與此同時，非狩野派的畫派們在安土桃山時代依然在發展著，它們利用日本的材料及美學去表現中國主題。土佐派為以上其中一間重要的畫派，它從傳統的大和繪發展出來，著名的主要為小型作品與及文學經典或繪卷中的場景。

### 江戶時代
江戶時代繼承了安土桃山時代的畫風後，開創了新的領域。琳派是在江戶時代初期冒起的一門畫派，它利用大膽及華麗的手法表現出傳統主題。琳派畫家俵屋宗達演變出一種裝飾風格，利用鮮艷顏色的人物及自然世界圖案對比金葉的背景，重新創造出經典文學主題。琳派畫家尾形光琳在一個世紀後重塑俵屋宗達的風格而自成一格。
與此同時，南蠻美術在安土桃山時代開始培育，直到江戶時代發展成熟。它使用了外來的風格去描繪外國人。它在徳川幕府實行了日本鎖國後唯一開放的長崎港周邊發展。亦因此而引入中國及西方的藝術影響至日本。它的畫派如長崎派及圓山四條派，均在日本元素中融入了中國及西方的影響。从圆山派发展而来的原派亦融合了大量中国绘画技巧。
此外，日本南畫畫派在江戶時代亦得以發展。它是以模仿在18世紀由中國元朝傳入的南宗文人畫開始的。期後文人畫畫家對其技巧及主題作大幅的變更，形成了中國及日本畫法的混合品。當中著名畫家有池大雅、浦上玉堂、與謝蕪村、田能村竹田、谷文晁及山本梅逸等。
因為江户幕府緊縮的財政及社會政策，奢侈的畫風只在上流社會間流傳，與此相對的民間社會則發展出風俗畫。它的題材包含普通市民、歌舞伎、妓女及風景等。在16世紀的風俗畫發展出使用木板印刷技術作大量生產的浮世繪，亦成為江戶時代中後期的一個關鍵性媒體。